# Rôle de la photopériode dans la reproduction des manchots
Vous pouvez aider à l'améliorer ou bien discuter des problèmes sur sa page de discussion.
- Il ne s’appuie pas, ou pas assez, sur des sources secondaires ou tertiaires. (Marqué depuis juin 2024)

- Archive Wikiwix
- Bing
- Cairn
- DuckDuckGo
- E. Universalis
- Gallica
- Google
- G. Books
- G. News
- G. Scholar
- Persée
- Qwant
- (zh) Baidu
- (ru) Yandex
- (wd) trouver des œuvres sur Wikidata

Le rôle de la photopériode dans la reproduction des manchots décrit l'importance des alternances jour/nuit dans le processus de reproduction de ces espèces.
Les dix-huit espèces de manchots sont réparties majoritairement dans les régions antarctiques et subantarctiques, qui connaissent des périodes de jour et de nuit dites "polaires", pouvant s’étendre sur plusieurs mois,.
Les manchots qui vivent dans ces régions ne connaissent donc pas de cycles jour/nuit réguliers sur une base annuelle, contrairement aux régions tempérées du globe.

## Stimuli environnementaux
Chez les oiseaux, la période de reproduction optimale est généralement déterminée grâce à la combinaison de multiples facteurs exogènes, tels que la photopériode, la température et la disponibilité de ressources alimentaires de qualité,,,,. La plupart des manchots entament leurs comportements de reproduction lors de l’altération de la photopériode, i.e l’allongement de la durée du jour au printemps,,. À ce moment, ils débutent alors une période d’hyperphagie, où ils se nourrissent en excès afin d’emmagasiner suffisamment de graisses pour survivre à la reproduction,. Il existe toutefois des exceptions, comme le manchot des Galapagos, qui est un manchot équatorial. L’absence de grands changements dans la photopériode à l’Équateur oblige ce manchot à adopter une stratégie de reproduction différente. Ils ont donc une reproduction asynchrone, contrairement aux autres espèces de manchots, et utilisent plutôt la température de la surface de la mer comme déclencheur de la reproduction,. Les manchots empereurs se distinguent des autres espèces, de par la longue durée de leur reproduction et du fait qu’elle soit initiée par l’écourtement du nombre d’heures d’ensoleillement durant le jour, à la fin de l’été,. Chez les autres manchots, c’est l’augmentation du nombre d’heures d’ensoleillement qui entraîne la sécrétion d’hormones spécifiques causant ensuite un changement dans le comportement des manchots.

## Transduction du signal environnemental en réponse physiologique
Les facteurs exogènes abordés ci-haut sont captés par un photorécepteur extra-rétinien. La transduction implique l’activité d’une horloge biologique. Celle-ci génère un rythme circadien lorsqu’induite par la lumière. C’est ainsi que la photopériode est mesurée. Cette horloge se situe dans l’hypothalamus. La transduction du signal photopériodique implique la conversion de l’hormone thyroxine (T4) en triiodothyronine (T3), stimulant ainsi la sécrétion de l’hormone de libération des gonadotrophines hypophysaires (GnRH), puis la libération de LH (axe hypothalamo-pituito-gonadique (HPG)).

## Hormones impliquées dans le cycle de reproduction
La composante photopériodique de la reproduction des manchots est grandement médiée par l’hypophyse, celle-ci étant responsable de la production et de la libération de plusieurs hormones, comme l’hormone lutéinisante (LH) et la prolactine (PRL), et répondant à la durée changeante du jour. Ces deux hormones sont responsables, respectivement, de la production de gamètes (amorçage de la reproduction) et du comportement d’incubation (maintien des comportements reproductifs et des soins parentaux). L’étude du cycle reproductif complet du manchot royal (Aptenodytes patagonicus) a permis d’établir les patrons hormonaux des hormones impliquées. Chez tous les individus, le niveau de LH est élevé lorsque les manchots reviennent à la colonie, après s’être nourrit en mer et après la mue. Le fait que la phase initiale du développement des gonades se produit alors que les manchots sont en haute-mer appui ce niveau de LH. La reproduction est possible lors du retour des manchots à la colonie. Le taux de LH sanguin est maximal au moment de la copulation, puis chute lors de l’incubation de l’œuf et demeure faible lors de l’élevage des petits. La LH est à son minimum pendant près d’un an, jusqu’à ce que la prochaine mue se termine. Le cycle de reproduction recommence ensuite. La PRL suit exactement le patron inverse de la LH,. L’œstradiol et la progestérone chez les femelles, ainsi que la testostérone chez les mâles, suivent un patron relativement similaire entre eux et avec celui de la LH, étant donné que leur production est stimulée par cette dernière. La mélatonine, quant à elle, n’a que peu ou pas d’importance dans la régulation de la reproduction saisonnière chez les oiseaux, contrairement aux mammifères, pour lesquels son rôle est essentiel. Par contre, les rythmes circadiens de mélatonine des oiseaux sont influencés par la photopériode et l’intensité lumineuse. La glande pinéale] aviaire contient à la fois un photorécepteur et un oscillateur circadien, et génère un modèle diurne de concentrations plasmatiques de mélatonine, qui reflète la durée de la photopériode quotidienne,.

## Rôle de l'hypophyse
L'hypophyse produit et libère des hormones essentielles au cycle de reproduction des manchots, telle que la LH et la PRL. La libération de ces dernières est conditionnelle à la réception d'un signal exogène, i.e une altération de la photopériode du milieu. Cette réaction en chaine particulière varie selon les latitudes dans lesquelles l’espèce se trouve, vu le changement de la durée d’ensoleillement entre elles. La photopériode est cruciale afin d'assurer une reproduction réussie pour les manchots, où le manchot des Galapagos fait exception,,,,. Son importance est d’ailleurs démontrée par les institutions biologiques qui recréent les heures d'ensoleillement du milieu naturel des manchots en captivité. La disparité croissante entre les composantes nécessaires à une reproduction optimale, i.e la photopériode et les autres conditions essentielles, constitue une menace significative pour les manchots,.